# مقياس سينسيناتي للسكتة الدماغية قبل دخول المستشفى
مقياس سينسيناتي للسكتة الدماغية قبل دخول المستشفى (بالإنجليزية: Cincinnati Prehospital Stroke Scale)‏ ويُختصر CPSS هو نظام يستخدم لتشخيص السكتة الدماغية المحتملة في مكان ما قبل إدخاله المستشفى.

## المقياس
يختبر النظام ثلاث علامات لاكتشافات غير طبيعية قد تشير إلى إصابة المريض بسكتة دماغية. إذا أظهر أي من الاختبارات الثلاثة نتائج غير طبيعية، قد يكون المريض مصابًا بسكتة دماغية ويجب نقله إلى المستشفى في أسرع وقت ممكن، وهي:
| /           | تدلي الوجه | انجراف الذراع/ضعف الذراع | النطق/التكلم |
| ----------- | --- | --- | --- |
| الاختبار    | اجعل الشخص يبتسم أو يظهر أسنانه. إذا لم يتحرك أحد الجانبين مثل الآخر بحيث يبدو أنه يتدلى، فقد يكون ذلك علامة على حدوث سكتة دماغية. | اجعل الشخص يغلق عينيه ويرفع ذراعيه مباشرة للأمام مع توجيه راحة اليد لأعلى لمدة 10 ثوانٍ تقريبًا. إذا لم يتحرك أحد الأذرع، أو انخفضت ذراع واحدة للأسفل أكثر من الأخرى، فقد يكون ذلك علامة على وجود سكتة دماغية. | اطلب من الشخص أن يقول، "You can't teach an old dog new tricks" أو قولًا بسيطًا ومألوفًا. إذا ابتلع الشخص الكلمات، أو أخطأ في بعض الكلمات، أو كان غير قادر على الكلام، فقد يكون ذلك علامة على وجود سكتة دماغية |
| الطبيعي     | كلا جانبي الوجه يتحركان مثل بعضهما البعض                                                                                           | كلا الذراعين يتحركان بالتساوي أو لا يتحركان على الإطلاق | يستخدم المريض الكلمات الصحيحة بدون أخطاء أو تشويشات |
| غير الطبيعي | جانب من الوجه لا يتحرك مثل الآخر                                                                                                   | لا تتحرك إحدى الذراعين، أو تهوي إحدى الذراعين إلى الأسفل مقارنة بالجانب الآخر | كلمات غامضة أو غير مفهومة أو لا صوت |

- المرضى الذين لديهم واحدة من هذه النتائج الثلاثة، لديهم احتمالية بنسبة 72% للإصابة بـالسكتة الدماغية الإقفاريّة (بالإنجليزية: Ischemic Stroke)‏.[3]
- إذا كانت جميع النتائج الثلاثة موجودة، فإن احتمالية الإصابة بسكتة دماغية حادة يكون أكثر من 85%.[3]

## وصلات خارجية
- Kothari RU، Pancioli A، Liu T، Brott T، Broderick J (أبريل 1999). "Cincinnati Prehospital Stroke Scale: reproducibility and validity". Ann Emerg Med. ج. 33 ع. 4: 373–8. DOI:10.1016/S0196-0644(99)70299-4. PMID:10092713.